# Февральский (посёлок)
Февральский — посёлок в Вожегодском районе Вологодской области.
Входит в состав Явенгского сельского поселения, с точки зрения административно-территориального деления — в Явенгский сельсовет.
Расстояние до районного центра Вожеги по автодороге — 25 км, до центра муниципального образования Базы по прямой — 6 км. Ближайшие населённые пункты — Михеевская, Сенкинская, Екимовская.

## История
В 1966 г. указом президиума ВС РСФСР поселок Февральского лесоучастка переименован в Февральский.

## Население
| 2010 |
| ---- |
| 0    |